# Enanitos Verdes
 (avril 2017).
Si vous disposez d'ouvrages ou d'articles de référence ou si vous connaissez des sites web de qualité traitant du thème abordé ici, merci de compléter l'article en donnant les références utiles à sa vérifiabilité et en les liant à la section « Notes et références ».
Enanitos Verdes est un groupe de rock en espagnol, formé en 1979 en Argentine. 
Ce groupe fait partie des groupes de rock latino les plus populaires d'Amérique du Sud mais aussi des Caraïbes.
Considéré comme l'un des plus grands groupes de rock en espagnol, il vient s'ajouter à la liste des groupes latins composés de Soda Stereo, Caifanes, Café Tacvba entre autres.

## Composition
Même si le groupe s'est séparé en 1989, cela ne fut que pour une courte période puisqu'en 1992 le groupe se reforme avec les mêmes membres qu'à l'origine. On y retrouve Marciano Cantero, Felipe Staiti, Jota Morelli et Juan Pablo Staiti.

## Discographie
- Enanitos Verdes (1984)
- Contrarreloj (1986)
- Habitaciones extrañas (1987)
- Carrousel (1988)
- Había una vez... (1989)
- Igual que ayer (1992)
- Big Bang (1994)
- Guerra gaucha (1996)
- Planetario (1997)
- Tracción acústica (1998)
- Néctar (1999)
- Amores lejanos (2002)
- En vivo (2004)
- Pescado original (2006)
- Inéditos (2010)
- Live At House of Blues, Sunset Strip (2011)
- Tic Tac (2013)